# Lucky Luke rensar stan
Lucky Luke rensar stan (även känd som Lucky Luke: Västerns tuffaste Cowboy) (engelska: Daisy Town) är en  fransk-belgisk animerad western-komedifilm från 1971. Filmen är den första filmatiseringen av den tecknade serien Lucky Luke.

## Handling
Lucky Luke och hans häst Jolly Jumper kommer till den nybildade staden Daisy Town i vilda västern. Efter att ha rensat ut stadens bovar blir han stadens sheriff, och tvingas möta sina ärkefiender bröderna Dalton.

## Om filmen
Filmen innebär den första filmatiseringen av Morris och Goscinnys tecknade serie Lucky Luke. De två serieskaparna ligger också bakom filmen, tillsammans med Pierre Tchernia. Filmen gick upp på svenska biografer den 9 december 1972.
1978 följdes den av Bröderna Daltons hämnd, och 1991 kom spelfilmen Lucky Luke, baserad på Lucky Luke rensar stan.
1983 tecknade Morris en serieversion av filmen. Den fick titeln "Daisy Town", och i den svenska utgivningen av Lucky Luke fick den nummer 48.

## Rollista (i urval)
| Marcel Bozzuffi   | – Lucky Luke     |
| Pierre Trabaud    | – Joe Dalton     |
| Jacques Balutin   | – William Dalton |
| Jacques Jouanneau | – Jack Dalton    |
| Pierre Tornade    | – Averell Dalton |
| Jean Berger       | – Jolly Jumper   |

Den svenska dubbningen översattes och regisserades av Anna-Maria Hagerfors. Olof Buckard gör samtliga röster, och sångerna sjungs av Eva Rydberg och Leppe Sundewall.

### Fotnoter
1. ↑  ”Lucky Luke rensar stan (1972)”. Svensk Filmdatabas. https://www.svenskfilmdatabas.se/sv/item/?type=film&itemid=14325. Läst 5 mars 2024.
2. ↑  Svenska dagbladet, 27 november 1972, sida 9